# Mekaela Academies
Mekaela Academies ist die Dachorganisation von acht Privatschulen in Kenia, ca. 50 km südlich von Mombasa. 

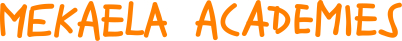
Schriftzug

In der Primärstufe (Primary) werden Kinder von den Klassen 1 bis 8 unterrichtet, in der Sekundärstufe (Secondary) in den Klassen 9 bis 12. Insgesamt besuchen 1.850 Kinder die Schulen:
- Mekaela Manuel Alexander Primary School
- Mekaela Likunda Primary School
- Mekaela Ratinga Primary School
- Mekaela Weber Primary School
- Mekaela Junior School Lulu Campus

- Mekaela Junior School Ukunda Campus
- Junior School Kombani
- Mekaela Senior School Diani
- Likunda Primary School Brunch Kidzangonini

Die Anzahl der Mitarbeiter der Mekaela Academies beläuft sich auf ca. 200.
Mehr als die Hälfte aller Schüler werden durch direkte Patenschaften und durch Stipendienprogramme verschiedener gemeinnütziger Organisationen unterstützt.
Die Schulen verfügen über einen Internatsbereich, der für Kinder ab einem Alter von 10 Jahren zur Verfügung steht. Für ältere Schüler ab der 8. Klasse besteht an den Mekaela Academies grundsätzlich Internatspflicht. Die Erziehung der Internatsschüler orientiert sich an den Prinzipien des Pädagogen Kurt Hahn.
Die Schulen decken einen Teil ihres Bedarfs an Grundnahrungsmittel durch die Erzeugnisse zweier eigener und selbst betriebener Farmen.
Die Gründung der Mekaela Academies im Jahr 1993 geht zurück auf eine Initiative von Mitgliedern des deutschen gemeinnützigen Vereins Watoto e.V. (Watoto heißt Kinder auf Swahili). Das Ziel der drei Gründer ist es, den Absolventen der Mekaela Academies durch eine bestmögliche Schulbildung den Weg zu einem Studienplatz oder einer Berufsausbildung zu ebnen, so dass sie aus eigener Kraft eine gesicherte Existenz aufbauen können.
Der Aufbau der Mekaela Academies wurde durch Spenden des Watoto e.V. finanziert. Eine Ausnahme stellt die Lulu Girls High School dar, die sich im Eigentum der deutschen Eine-Welt-Stiftung aus Oldenburg befindet, die Schule ist aber in die Organisation der Mekaela Academies voll integriert.
Die Mekaela Academies wurden als Privatschulen organisiert, um den Aufbau und die Leitung der Schulen ohne Einmischung staatlicher Behörden betreiben zu können. Die Organisation ist nicht gewinnorientiert und arbeitet nach gemeinnützigen Grundsätzen. Etwaige Überschüsse dürfen satzungsgemäß nicht ausgeschüttet, sondern müssen an Schulkinder bzw. deren Eltern in Form von Sachleistungen oder an die Mitarbeiter der Schulen verteilt werden.
Der soziale Aspekt des Projektes wird durch ein Patenschaftsprogramm des Watoto e.V. gewährleistet, durch das Kindern von besonders armen Familien der Schulbesuch durch Stipendien ermöglicht wird. Alle Schüler erhalten außerdem eine kostenlose medizinische Grundversorgung.
Die Mekaela Academies unterhalten eine Arbeitsagentur (Noble Domestic Agency), die Arbeitsplätze an Familienangehörigen der Schüler vermittelt.